# Чернушка испанская
Черну́шка испа́нская (лат. Nigella hispanica) — однолетнее травянистое растение семейства Лютиковые (Ranunculaceae).

## Ботаническое описание

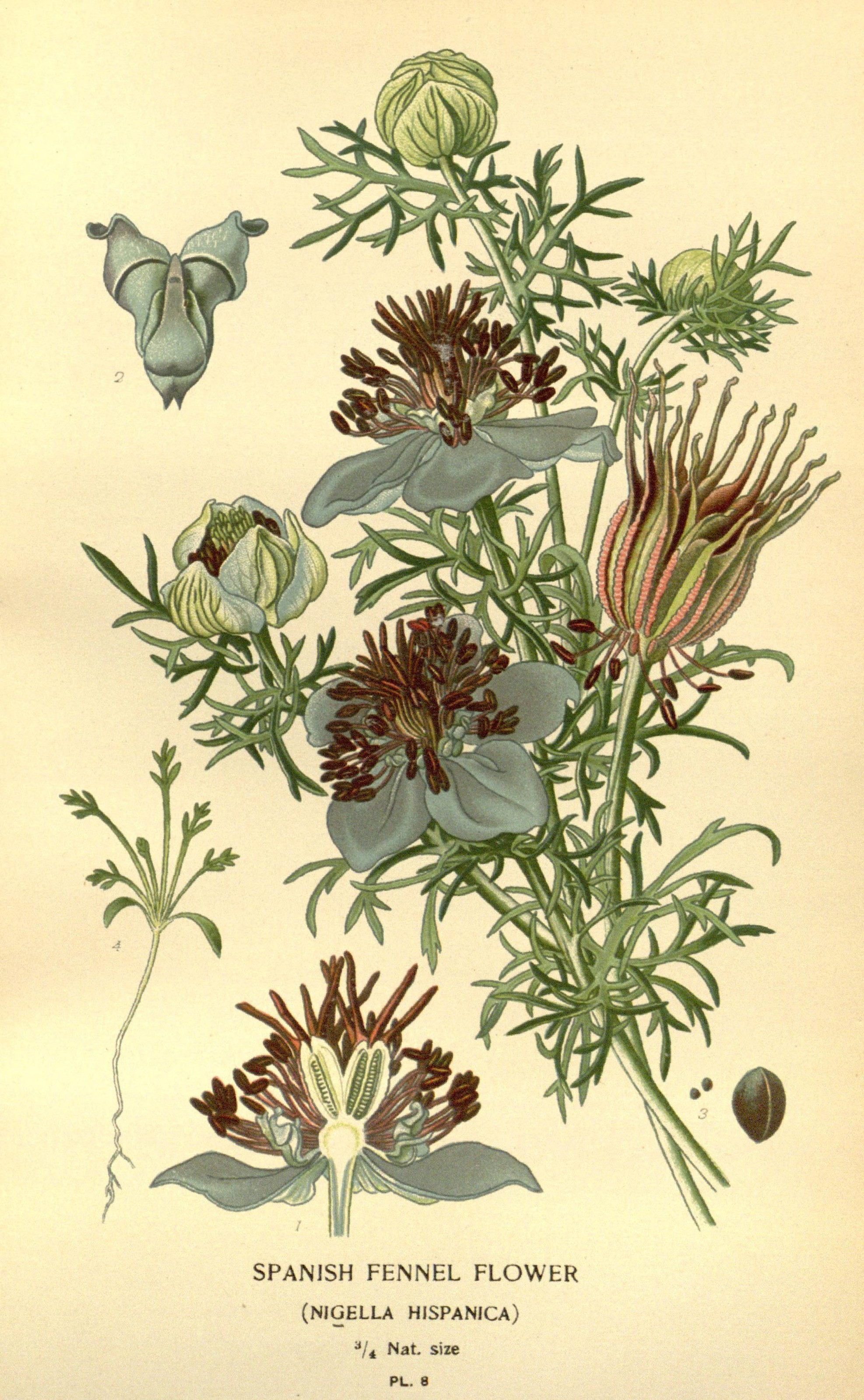

Стебли прямостоячие, высотой до 60 см.
Листья тёмно-зелёные, глубоко рассечённые.
Цветки белые, розовые, пурпурные или малиновые, обладающие слабым ароматом, с пучком ярко-красных тычинок в центре, диаметром до 6 см. Цветёт с июля по сентябрь.
Плод состоит из пяти вздутых, сросшихся почти до верха листовок.
Семена чёрные, матовые, яйцевидной формы. В 1 г. насчитывается 320 семян, сохраняющих всхожесть до двух лет.

## Распространение и экология
Встречается на юге в Испании и в Северной Африке.
Нигелла светлолюбива, холодостойка, легко переносит заморозки. Предпочитает лёгкие питательные почвы с большим содержанием извести. На кислых почвах развивается слабо. Хорошо растёт на среднеувлажнённых почвах.

## Хозяйственное значение
В культуре с 1596 года.
Хорошо сочетается со многими видами однолетних и многолетних декоративных растений. Широко применяется в рабатках, бордюрах, на клумбах. Срезанные семенники в виде вздутых округлых коробочек на длинных цветоносах используются в аранжировках зимних букетов.

## Культивирование
Особенности выращивания для этого вида такие же, как для чернушки дамасской. 

Размножают её посевом семян в открытый грунт на постоянное место в конце апреля — начале мая или в апреле в парники для приготовления рассады. Всходы появляются через 10—15 дней (18—20). Сеянцы пикируют. На постоянное место высаживают на расстояние 15−20 см. Растения зацветают через 2 месяца после посева семян. Посев можно производить и под зиму (конец октября).

## Классификация

### Таксономия
Вид Чернушка испанская входит в род Чернушка (Nigella) подсемейства Лютиковые (Ranunculoideae) семейства Лютиковые (Ranunculaceae) порядка Лютикоцветные (Ranunculales).
|  |                                      |  |                                                             |                                                             |                     |  | ещё 9 семейств (согласно Системе APG II) | ещё 9 семейств (согласно Системе APG II) |                        |  |  |  | ещё около 40 родов (согласно Системе APG II) | ещё около 40 родов (согласно Системе APG II) |  |  |
|  |                                      |  |                                                             |                                                             |                     |  | ещё 9 семейств (согласно Системе APG II) | ещё 9 семейств (согласно Системе APG II) |                        |  |  |  | ещё около 40 родов (согласно Системе APG II) | ещё около 40 родов (согласно Системе APG II) |  |  |
|  |                                      |  |                                                             | порядок Лютикоцветные                                       |                     |  |                                          |                                          | подсемейство Лютиковые |  |  |  |                                              | вид Чернушка испанская                       |  |  |
|  |                                      |  |                                                             | порядок Лютикоцветные                                       |                     |  |                                          |                                          | подсемейство Лютиковые |  |  |  |                                              | вид Чернушка испанская                       |  |  |
|  | отдел Цветковые, или Покрытосеменные |  |                                                             |                                                             | семейство Лютиковые |  |                                          |                                          | род Чернушка           |  |  |  |                                              |                                              |  |  |
|  | отдел Цветковые, или Покрытосеменные |  |                                                             |                                                             |                     |  |                                          |                                          |                        |  |  |  |                                              |                                              |  |  |
|  |                                      |  | ещё 44 порядка цветковых растений (согласно Системе APG II) | ещё 44 порядка цветковых растений (согласно Системе APG II) |                     |  |                                          | ещё 4 подсемейства                       | ещё 4 подсемейства     |  |  |  | ещё около 25 видов (согласно Системе APG II) |                                              |  |  |
|  |                                      |  |                                                             | ещё 44 порядка цветковых растений (согласно Системе APG II) |                     |  |                                          |                                          | ещё 4 подсемейства     |  |  |  |                                              |                                              |  |  |